# Ephedra antisyphilitica
Ephedra antisyphilitica — вид голонасінних рослин класу гнетоподібних.

## Поширення, екологія
Країни проживання: Мексика (Коауїла, Нуево-Леон, Тамауліпас); Сполучені Штати Америки (Оклахома, Техас). Росте на висотах від 40 м до 1400 м. Кущ росте на скелястих пагорбах часто на вапняковому, піщаному або глинистому ґрунті. Росте в каньйонах і сухих долинах річок, кам'янистих схилах, аридних областях, таких як чагарникові рідколісся, чагарники або пустирі, росте разом з такими рослинами, як Opuntia, Berberis, Yucca, Condalia, Mesquite, Zanthoxylum, Celtis, Zizyphus, Acacia, Leucophyllum. Квіти та фрукти є з березня до початку травня, шишки цього виду соковиті, їх їдять птахи.

## Використання
Стебла більшості членів цього роду містять алкалоїд ефедрин і відіграють важливу роль в лікуванні астми та багатьох інших скарг дихальної системи. Таніни зі стовбура використовують як фарбувальний матеріал. Частини рослини використовуються як корм для тварин.

## Загрози та охорона
Основні загрози включають в себе збір для локального використання (наприклад, різні лікарські використання, але і для озеленення), випасання худоби (вважається прийнятним для худоби і оленів) і пожежі, хоча все це незначні загрози в даний час.